# Іванівське (Берестинський район)
Іванівське — село в Україні, у Берестинському районі Харківської області. Населення становить 1012 осіб. Орган місцевого самоврядування — Іванівська сільська рада.

## Географія
Село Іванівське знаходиться на правому березі річок Берестовенька та Берестова. Вище за течією річки Берестовенька примикає село Берестовенька. На протилежному березі річки Берестова розташоване село Петрівка. Село витягнуто вздовж річок на 9 км. Уздовж села проходить залізниця, станції Платформа 61 км та Нововербівка.

## Історія
Засноване 1787 року як село Берестовеньки.
За даними на 1859 рік у казеному селі Берестовенька Костянтиноградського повіту Полтавської губернії, мешкало 2158 осіб (1065 чоловічої статі та 1093 — жіночої), налічувалось 407 дворових господарств, існували православна церква, сільська управа та поштова станція.
Станом на 1900 рік село було центром Берестовенської волості.
В 1933 році перейменоване в село Ворошилове. 1957 року перейменоване в село Октябрське.
4 лютого 2016 року Верховна Рада України прийняла постанову про зміну назви села з Октябрське на Іванівське. З 18 лютого 2016 село офіційно має нову назву.

## Населення
Згідно з переписом УРСР 1989 року чисельність наявного населення села становила 1029 осіб, з яких 450 чоловіків та 579 жінок.
За переписом населення України 2001 року в селі мешкало 1008 осіб.

### Мова
Розподіл населення за рідною мовою за даними перепису 2001 року:
| Мова       | Відсоток |
| ---------- | -------- |
| російська  | 71,44 %  |
| українська | 23,22 %  |
| молдовська | 0,40 %   |
| білоруська | 0,10 %   |
| інші       | 4,84 %   |

## Економіка
- «Знамено», сільськогосподарське ТОВ.

## Об'єкти соціальної сфери
- Школа.

## Пам'ятки
- Фортеця Святого Іоанна, входила до складу Української оборонної лінії.
- Братська могила радянських воїнів і пам'ятний знак воїнам-односельцям. Поховано 48 воїнів.
- Кургани. 16 (III тис. до н.е. – I тис. н.е.).

## Символіка

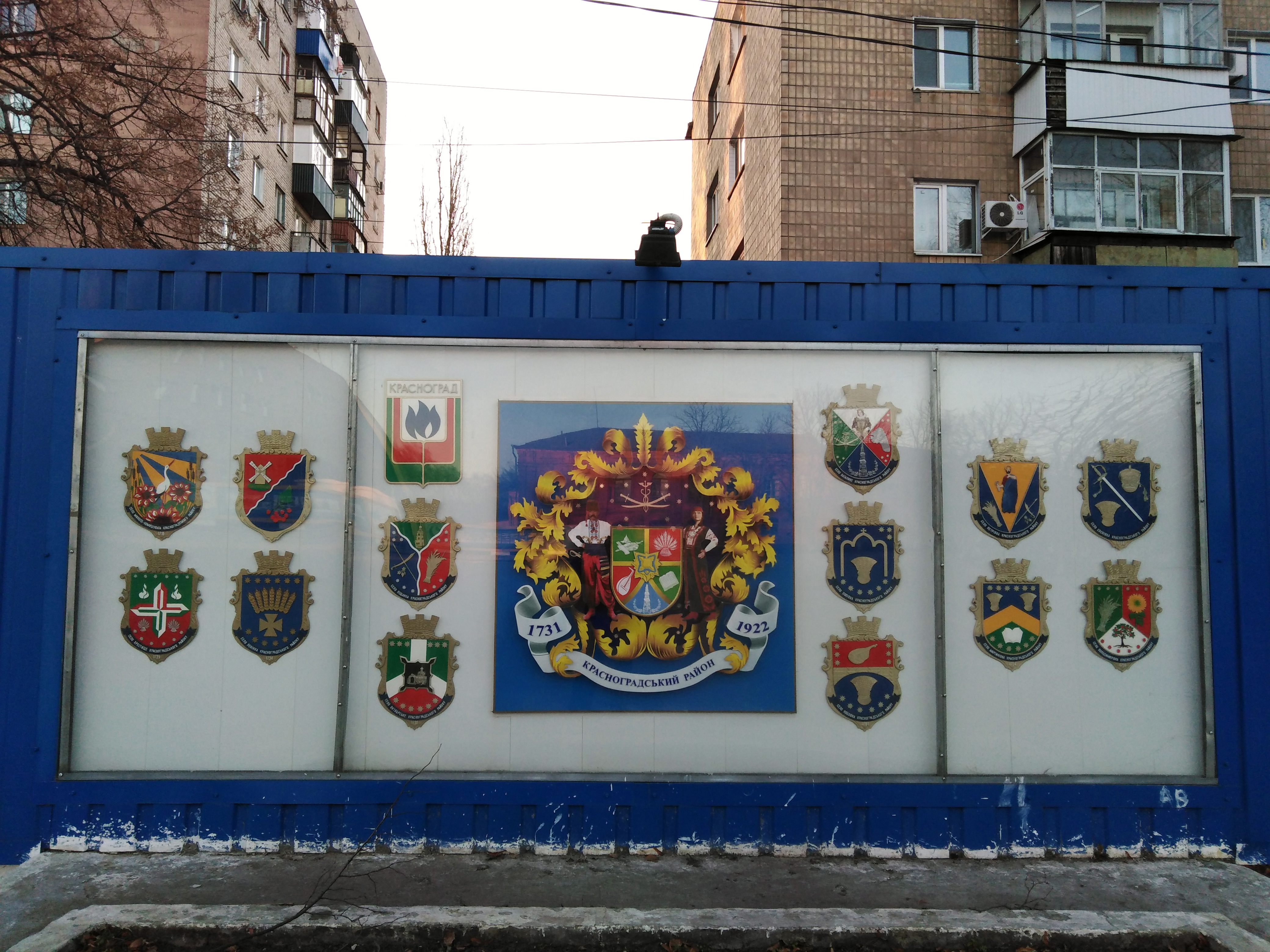
Герби населених пунктів Красноградського району серед них ліворуч, герб села Іванівське, але з застарілою на 2019 рік назвою «Октябрське»

### Герб
Герб територіальних громад Іванівської сільської ради, відповідно до сучасних вимог, має форму іспанського щита, який вписано у золотий декоративний картуш, що увінчаний золотою короною із злакових колосів. В центральній частині щита розміщено стилізоване золоте зображення фортеці Святого Іоанна в центрі якої на чорному фоні розташовано золоте зображення церкви Пресвятої Богородиці в архітектурному рішені 1758 року. Щит герба розділено срібним перевернутим вилоподібним хрестом на 3 частини, з використанням 2 кольорів: зеленого та червоного, де розташовані зображення:
- у 1-ому зеленому полі — три восьмипроміневих золотих зірки;
- у 2-ому зеленому полі — три восьмипроміневих золотих зірки;
- у 3-ому червоному полі — шість восьмипроміневих золотих зірок.

В нижній частині картуша розташовано напис срібними літерами «1731». На картуші розміщено стрічку синього кольору з написом срібними літерами «село Октябрське Красноградського району»

### Прапор
Прапор територіальних громад Октябрської сільської ради являє собою квадратне трьохкольорове полотнище із співвідношенням сторін 1:1. Кольори та зображення на прапорі відтворено у відповідності до зображень і кольорів герба територіальних громад Октябрської сільської ради.

### Значення символів
Стилізоване золоте зображення фортеці Святого Іоанна — відображає факт будівництва і існування у складі Української оборонної лінії фортеці Святого Іоанна, під захистом якої вздовж Муравського шляху виникли поселення однодворців Бєльовського полку та «охочі» поселення українських козаків.
Золоте зображення церкви Пресвятої Богородиці — відображає факт будівництва дерев'яної церкви у 1758 році в селі Берестовенька, яку після значного руйнування пожежею у 1912 році було відновлено за кошти місцевих жителів. Сьогодні діюча церква Пресвятої Богородиці є історичною пам'яткою культурної спадщини, центром Православ'я, духовного і морального виховання молоді на території Іванівської сільської ради і за її межами.
Зображення срібного перевернутого вилоподібного хреста — відображає річку Берестову та її притоки Берестовеньки, які протікають на території Іванівської сільської ради.
Зображення дванадцяти золотих восьмипроміневих зірок відображає факт входження земель сучасної території Октябрської сільської ради до території Вольностей Війська Запорізького, та існування на її теренах «зимових» поселень козаків.
Срібний напис на картуші герба «1731» — відображає рік будівництва фортеці Святого Іоанна і відновлення поселень на сучасній території Іванівської сільської ради.